# Elezioni europee del 2004 in Finlandia
Le elezioni europee del 2004 in Finlandia si sono tenute il 13 giugno.

## Risultati
| Liste  | Liste                                              | Gruppo    | Voti      | %     | Seggi |
| ------ | -------------------------------------------------- | --------- | --------- | ----- | ----- |
|        | Partito di Coalizione Nazionale                    | PPE-DE    | 392.771   | 23,71 | 4     |
|        | Partito di Centro Finlandese                       | ALDE      | 387.217   | 23,37 | 4     |
|        | Partito Socialdemocratico Finlandese               | PSE       | 350.525   | 21,16 | 3     |
|        | Lega Verde                                         | Verdi/ALE | 172.844   | 10,43 | 1     |
|        | Alleanza di Sinistra                               | GUE/NGL   | 151.291   | 9,13  | 1     |
|        | Partito Popolare Svedese                           | ALDE      | 94.421    | 5,70  | 1     |
|        | Democratici Cristiani Finlandesi - Veri Finlandesi | -         | 70.845    | 4,28  | -     |
|        | Partito Comunista Finlandese                       | -         | 10.134    | 0,61  | -     |
|        | Veri Finlandesi                                    | -         | 8.900     | 0,54  | -     |
|        | Per il Povero                                      | -         | 5.687     | 0,34  | -     |
|        | Liberali                                           | -         | 3.558     | 0,21  | -     |
|        | Pensionati per il Popolo                           | -         | 3.279     | 0,20  | -     |
|        | Blu-bianchi del Popolo Finlandese                  | -         | 3.248     | 0,20  | -     |
|        | Finlandia - Patria                                 | -         | 1.864     | 0,11  | -     |
| Totale | Totale                                             | Totale    | 1.656.584 |       | 14    |